# Stazione di Tottenham Court Road
La stazione di Tottenham Court Road è una fermata ferroviaria del Crossrail, ubicata a St Giles, quartiere del West End di Londra, nel borgo londinese di Camden.

## Storia

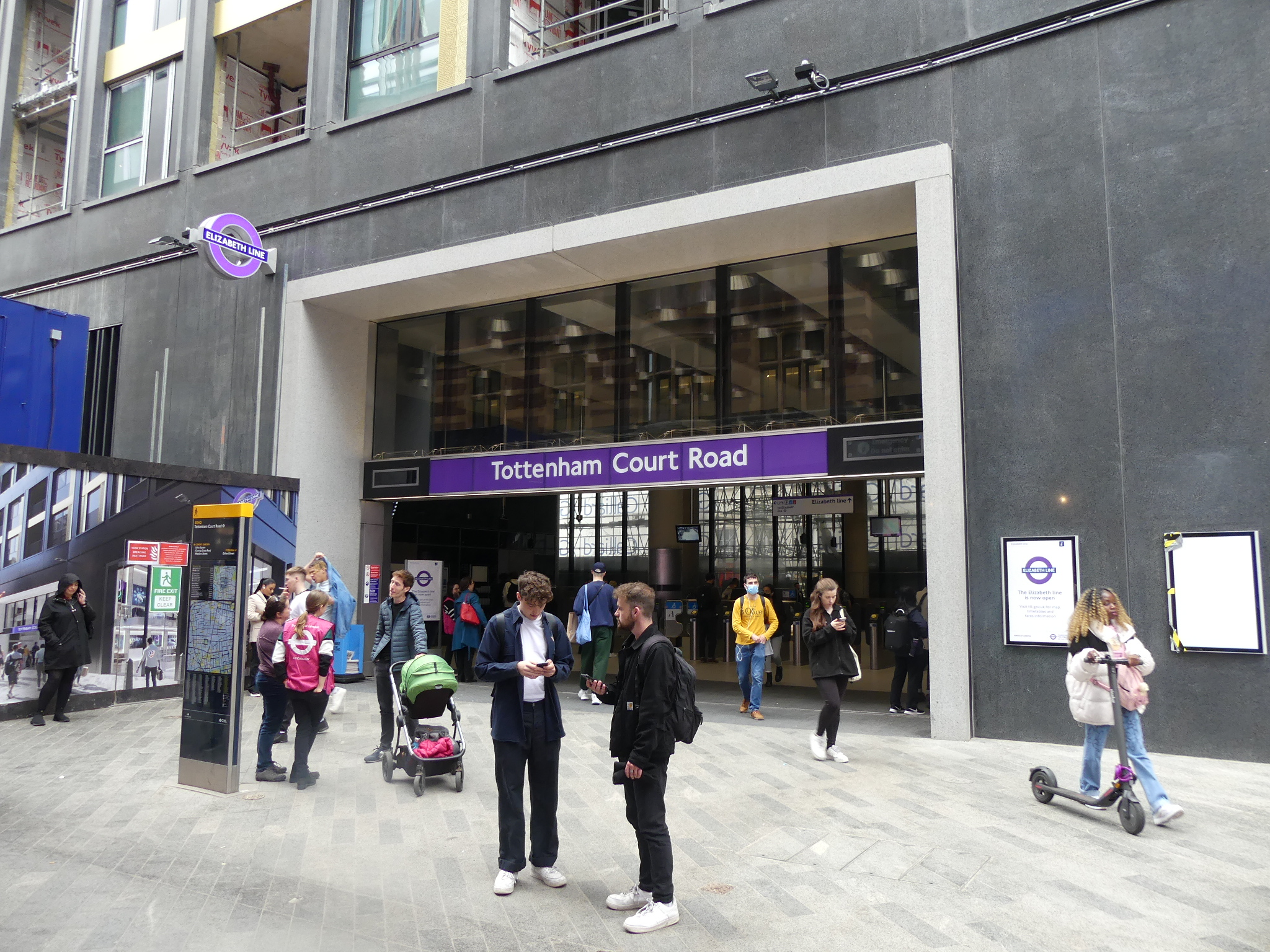
Ingresso

I lavori per la costruzione della sono partiti a metà degli anni dieci; parallelamente, sempre nell'ambito del Progetto Crossrail, la stazione della metropolitana è stata ricostruita e ammodernata. Tutto l'intervento è ammontato a 500 milioni di sterline ed è durato 8 anni. Per consentire i lavori di costruzione della stazione ferroviaria e ampliamento della stazione metropolitana, sono stati demoliti sia il Teatro Astoria che l'ingresso originale della stazione della linea Central.
La stazione ferroviaria è stata aperta contestualmente con l'avvio del servizio Elizabeth Line nella sezione centrale del Crossrail (tra Paddington e Abbey Wood), il 24 maggio 2022.
Come parte di un piano per raccogliere 500 milioni di sterline dallo sviluppo sopra le nuove stazioni ferroviarie del Crossrail, un complesso residenziale di 92 case e unità commerciali sarà costruito sopra la biglietteria occidentale da Galliard Homes e un nuovo teatro del West End, oltre a spazi commerciali e uffici, sarà costruito sopra la biglietteria orientale da Derwent London. Il nuovo teatro sarà il primo teatro del West End ad aprire in oltre 50 anni.

### Progetti
La proposta di progetto della linea Chelsea-Hackney, o Crossrail 2, prevede una fermata a Tottenham Court Road con un interscambio con la fermata sulla Crossrail 1.

## Movimento
È servita dal servizio della Elizabeth Line, per una frequenza media di 3,75 min ogni treno.

## Interscambio
La stazione costituisce un importante interscambio con le linee Central e Northern della metropolitana di Londra, con l'omonima fermata.
Nelle vicinanze della stazione effettuano fermata numerose linee urbane automobilistiche, gestite da London Buses.
- Fermata metropolitana (stazione di Tottenham Court Rd., linee Central e Northern)
- Fermata autobus

## Galleria d'immagini

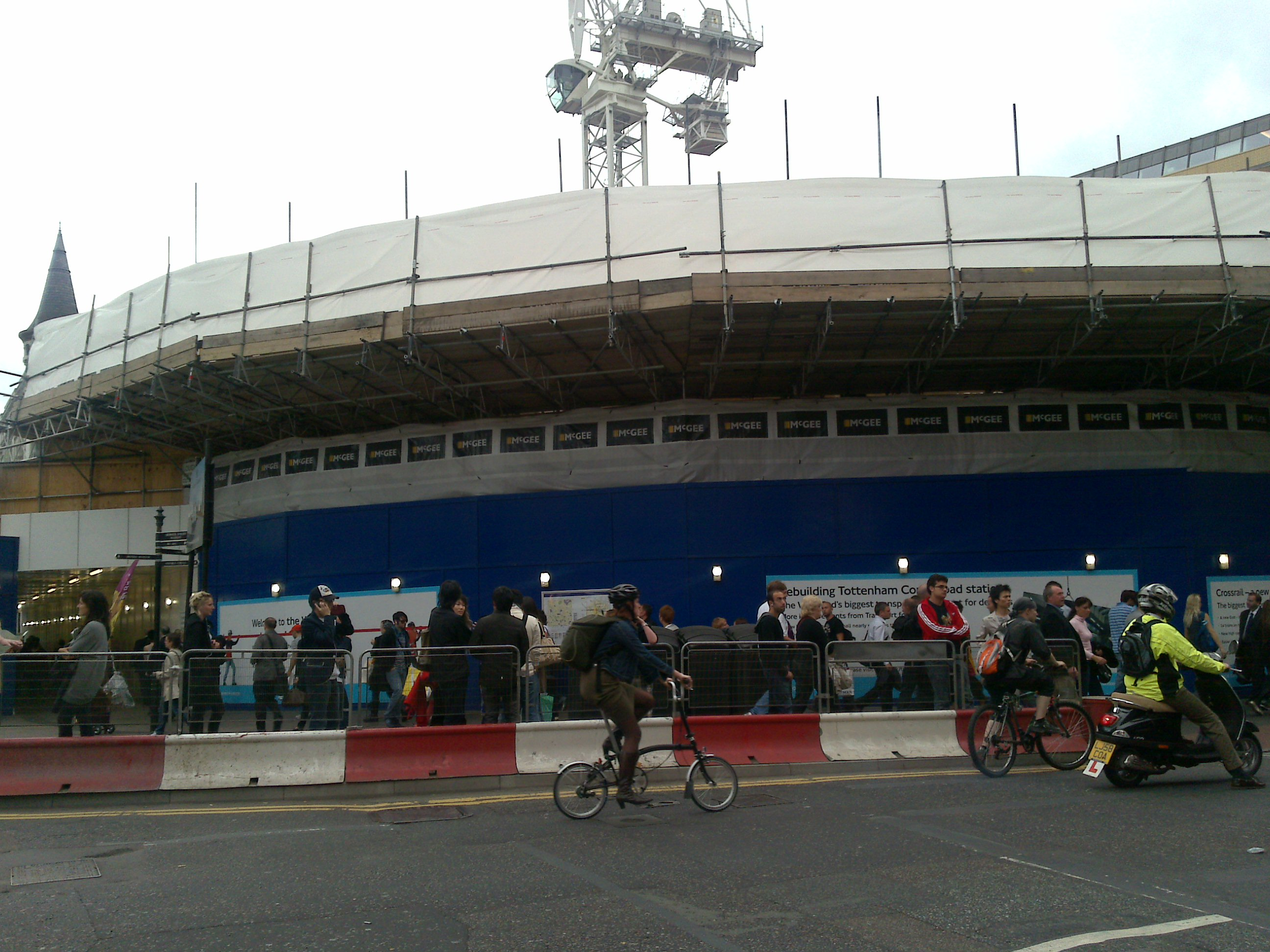
Cantiere della stazione del Crossrail nel settembre 2009
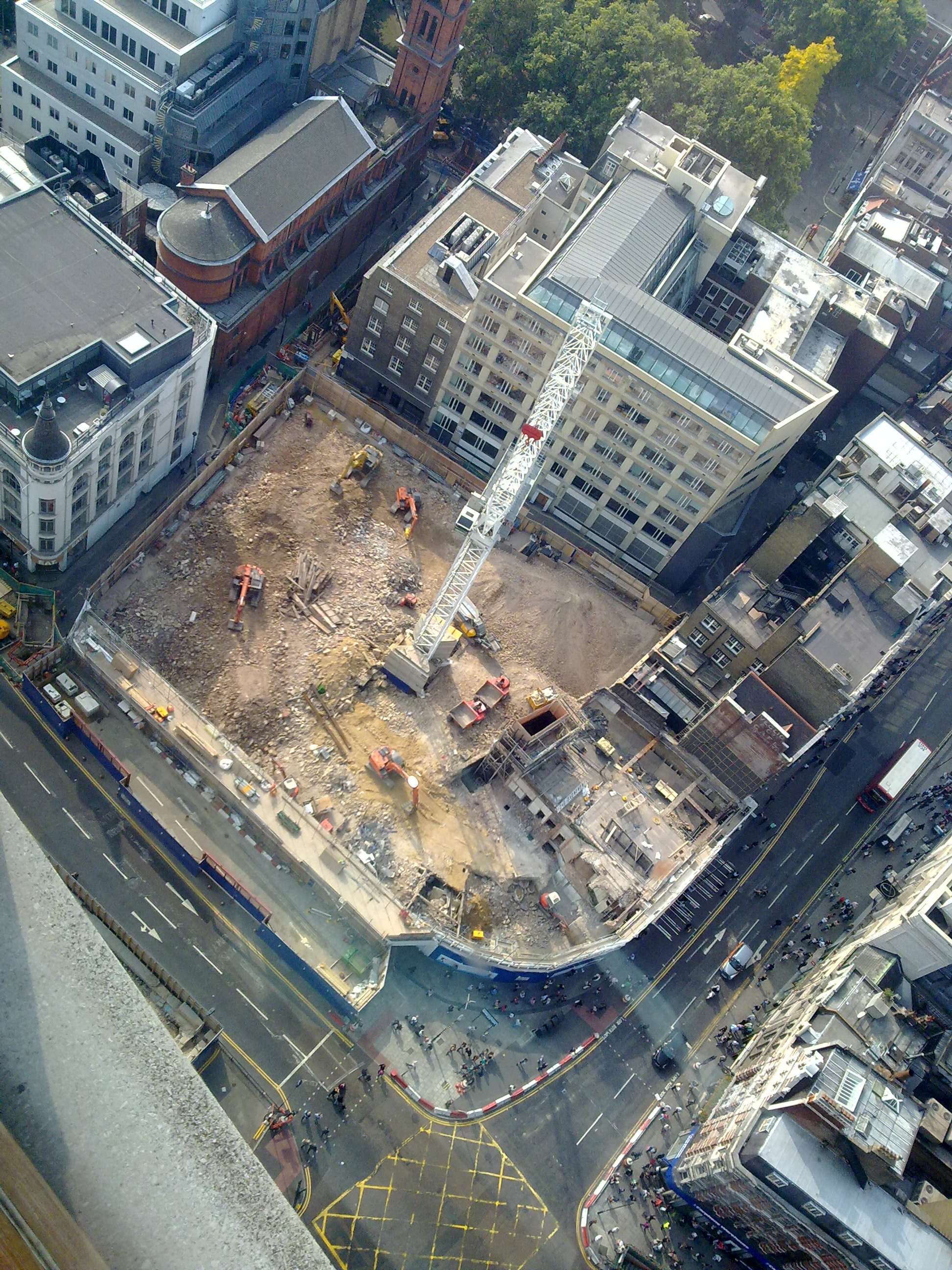
Cantiere della stazione del Crossrail nel settembre 2009
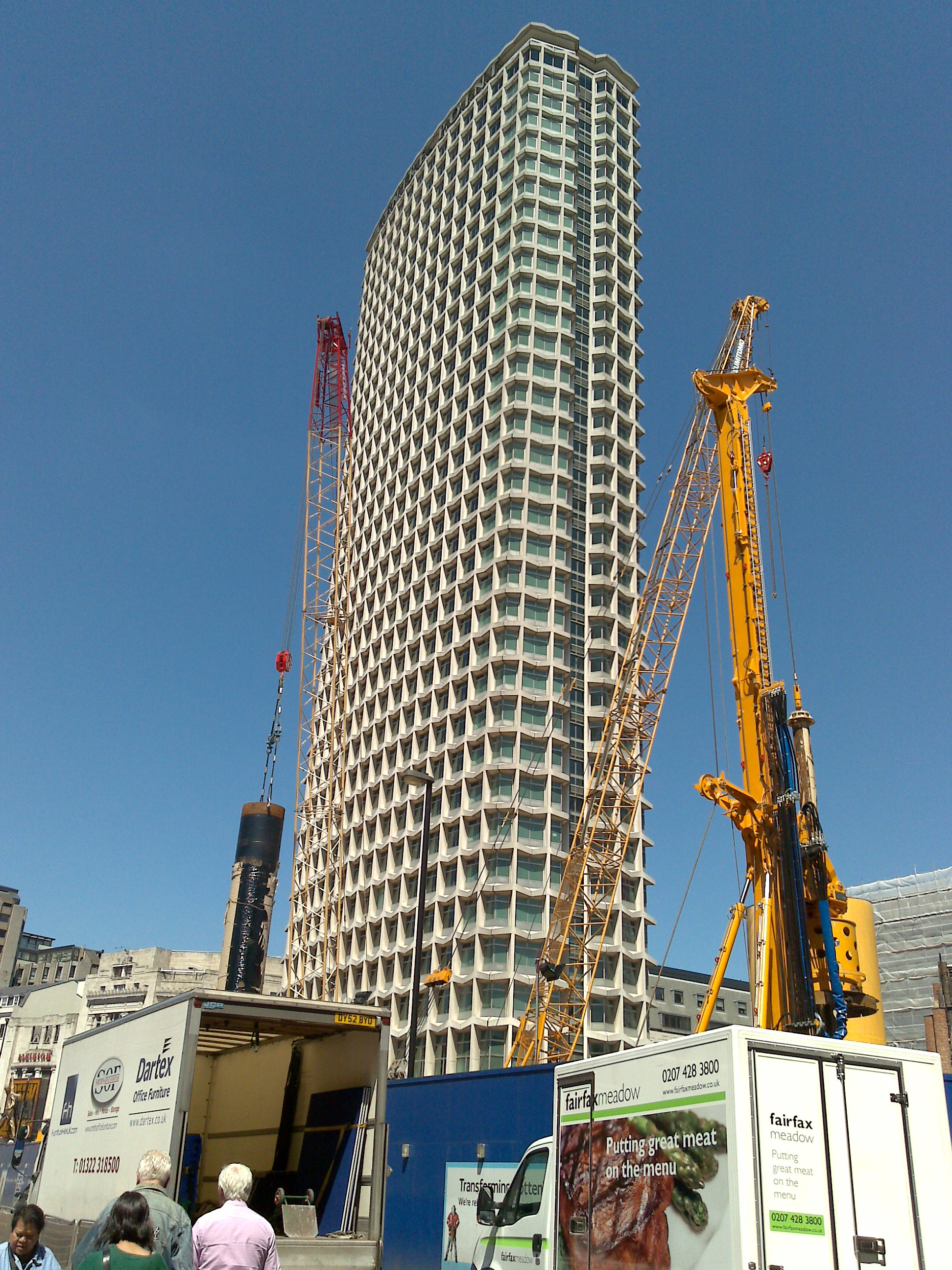
Cantiere della stazione del Crossrail nel giugno 2010
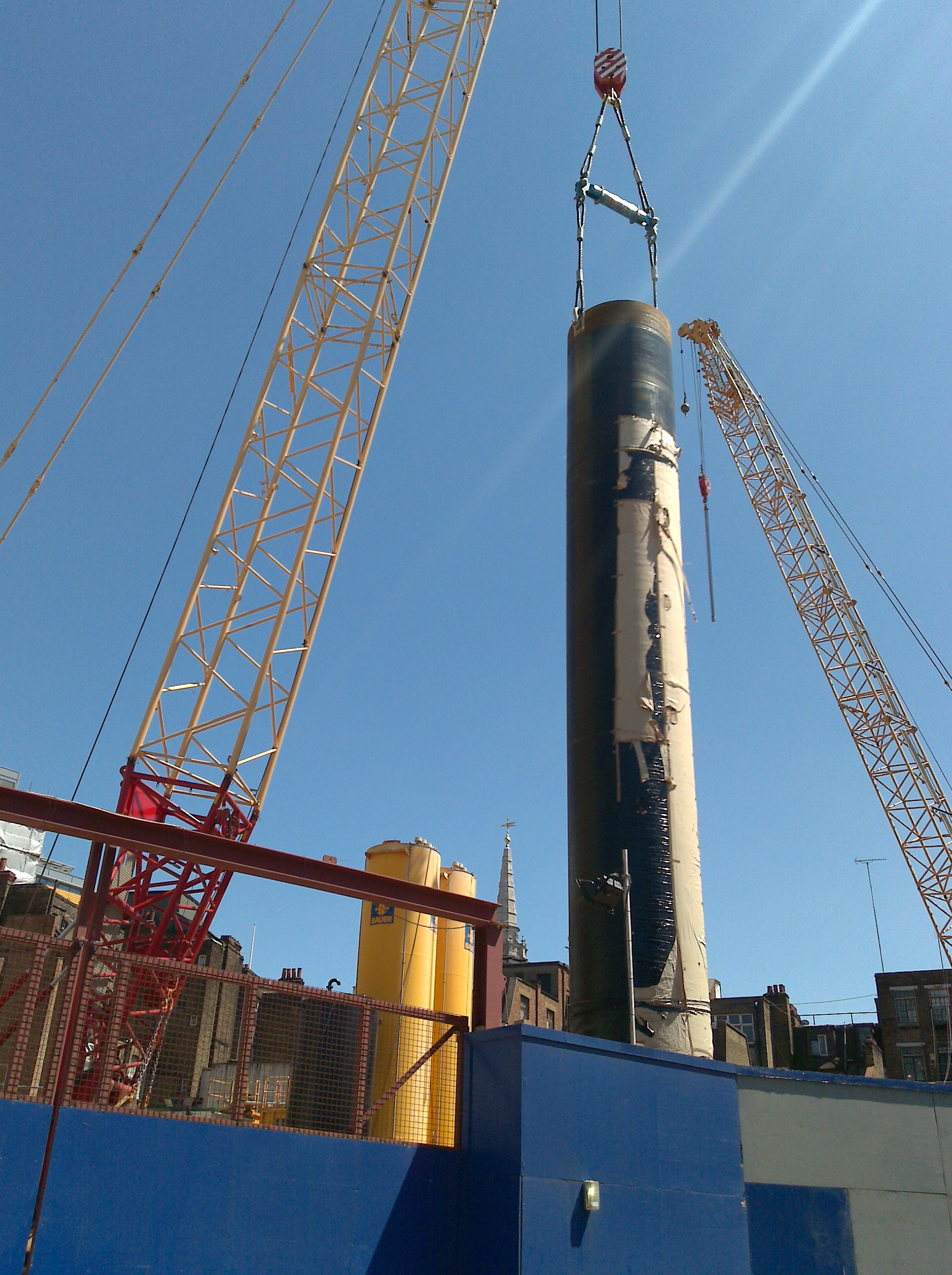
Cantiere della stazione del Crossrail nel giugno 2010
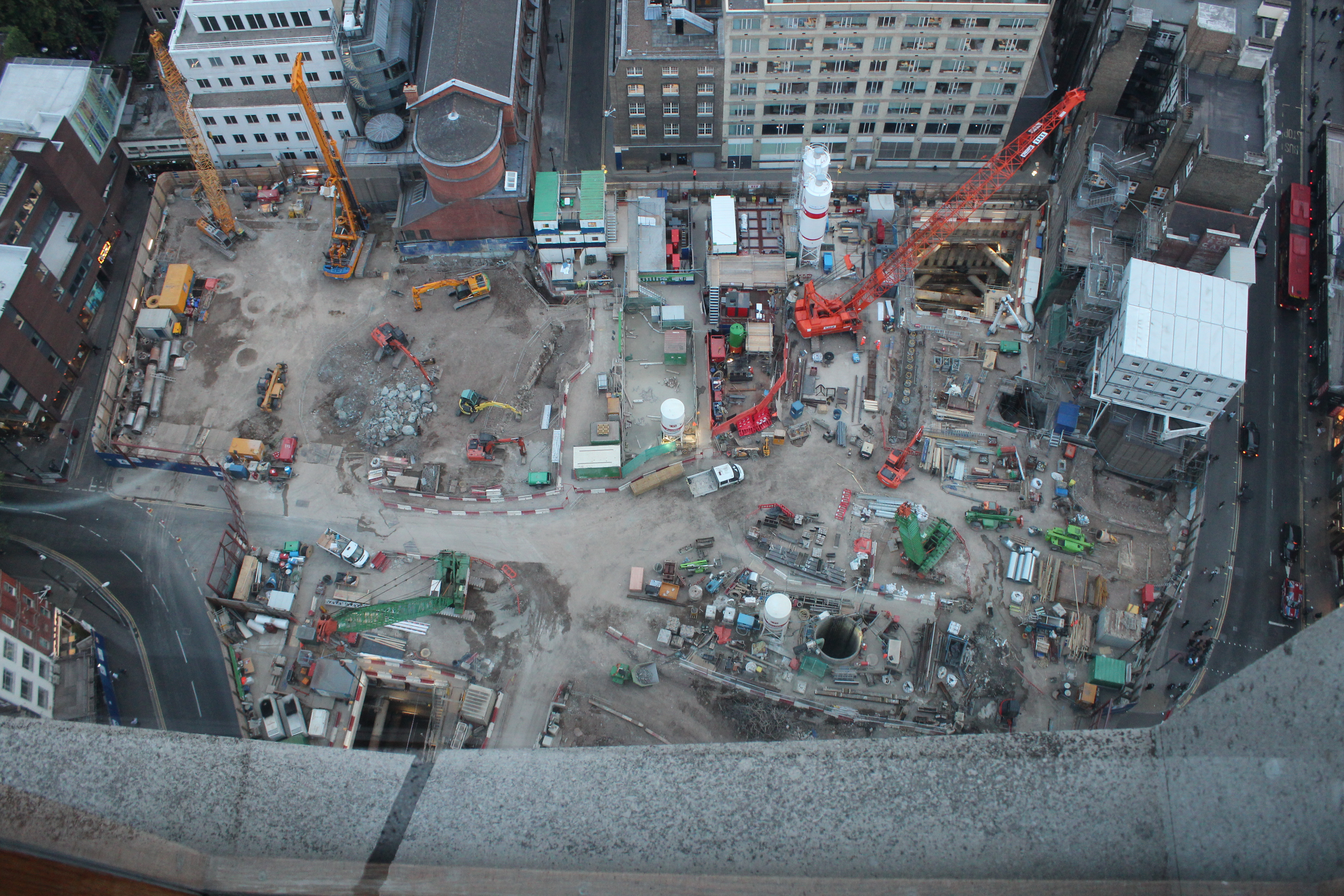
Cantiere della stazione del Crossrail nel luglio 2011